# Krottendorf (Gemeinde Haag)
Krottendorf ist eine Rotte und eine Katastralgemeinde der Stadtgemeinde Haag im Bezirk Amstetten in Niederösterreich.

## Geschichte
Laut Adressbuch von Österreich waren im Jahr 1938 in Krottendorf ein Gastwirt samt Gemischtwarenhandel, ein Wasenmeister und einige Landwirte ansässig.

## Siedlungsentwicklung
Zum Jahreswechsel 1979/1980 befanden sich in der Katastralgemeinde Krottendorf insgesamt 61 Bauflächen mit 30.384 m² und 81 Gärten auf 237.982 m², 1989/1990 waren es 59 Bauflächen. 1999/2000 war die Zahl der Bauflächen auf 64 angewachsen und 2009/2010 waren es 73 Gebäude auf 106 Bauflächen.

## Landwirtschaft
Die Katastralgemeinde ist landwirtschaftlich geprägt. 270 Hektar wurden zum Jahreswechsel 1979/1980 landwirtschaftlich genutzt und 177 Hektar waren forstwirtschaftlich geführte Waldflächen. 1999/2000 wurde auf 289 Hektar Landwirtschaft betrieben und 179 Hektar waren als forstwirtschaftlich genutzte Flächen ausgewiesen. Ende 2018 waren 283 Hektar als landwirtschaftliche Flächen genutzt und Forstwirtschaft wurde auf 179 Hektar betrieben. Die durchschnittliche Bodenklimazahl von Krottendorf beträgt 47,7 (Stand 2010).